# Pomorze Zachodnie

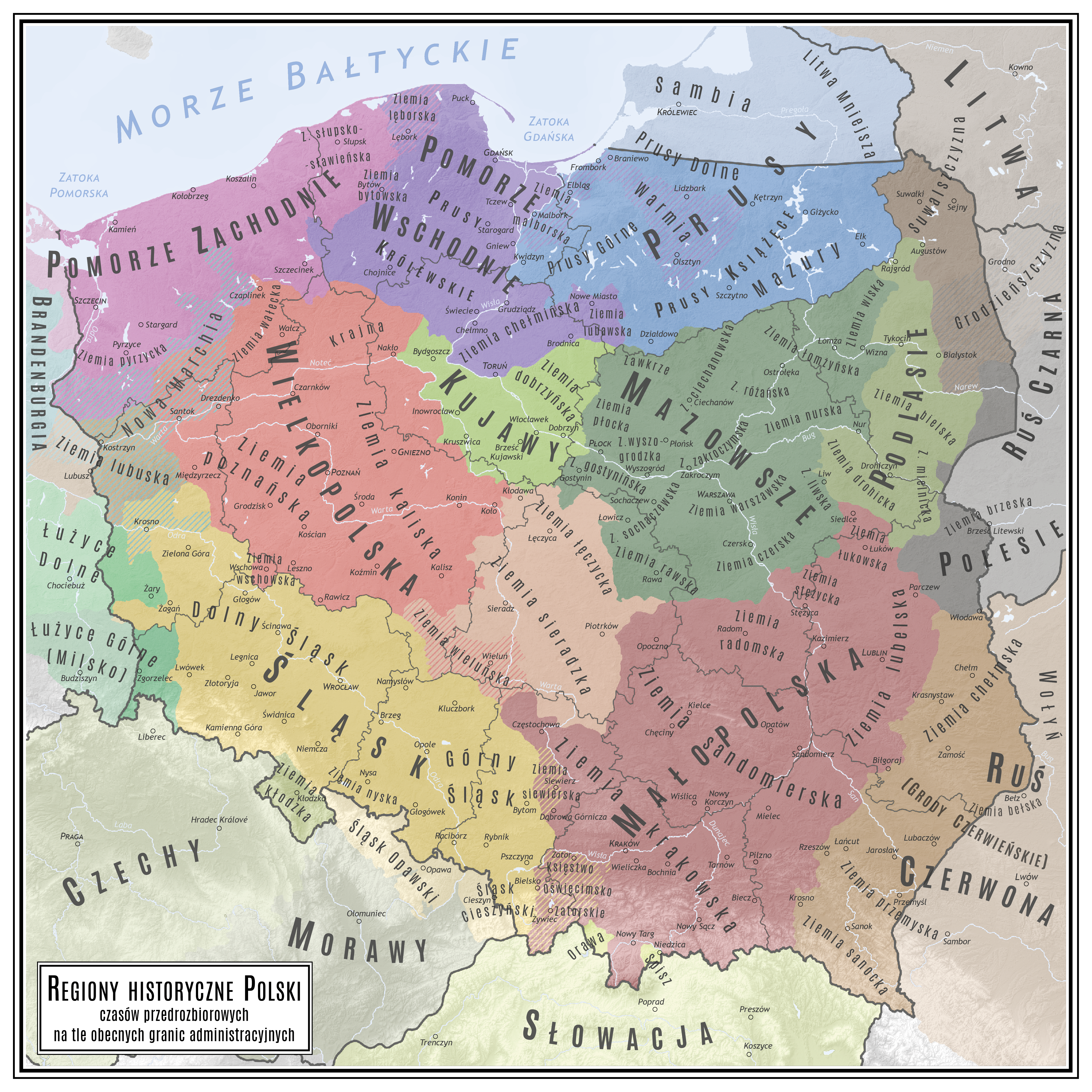
Pomorze Zachodnie i inne krainy historyczne Polski na tle współczesnych granic administracyjnych

Pomorze Zachodnie, Pomorze Nadodrzańskie, Pomorze Szczecińskie (łac. Pomerania, kaszub. Zôpadnô Pòmòrskô, niem. Pommern) – kraina historyczna nad dolną Odrą i mniejszymi rzekami uchodzącymi do Zatoki Pomorskiej, między Reknicą a Łebą. Na zachodzie graniczy z Meklemburgią, na południu z Brandenburgią i ziemią lubuską, na południowym wschodzie z Wielkopolską (Krajną), a na wschodzie z Pomorzem Gdańskim. Nazwę Pommern nosiła również prowincja w Królestwie Prus.

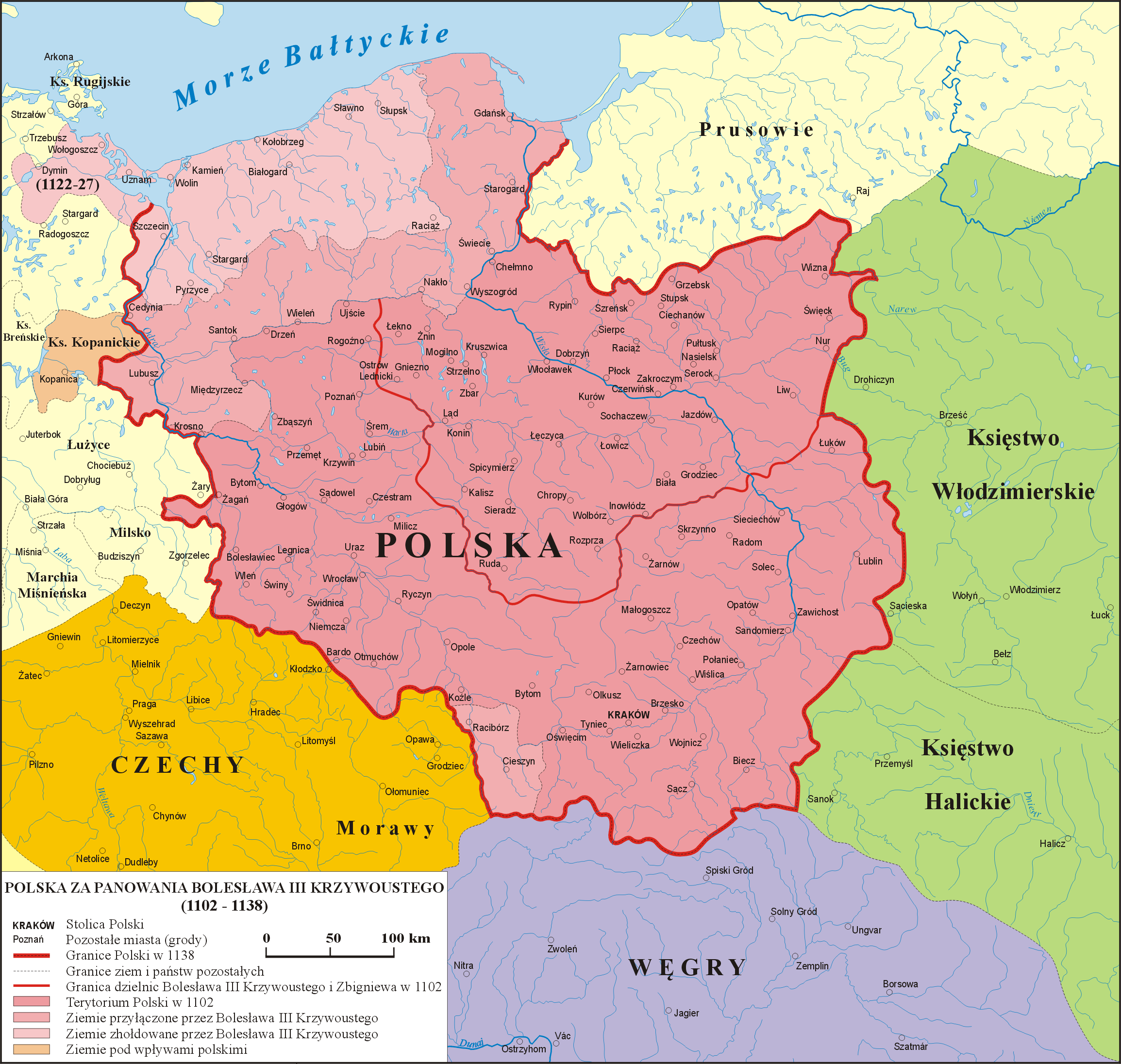
Polska za panowania Bolesława III Krzywoustego (1102-1138)

## Granice i podział

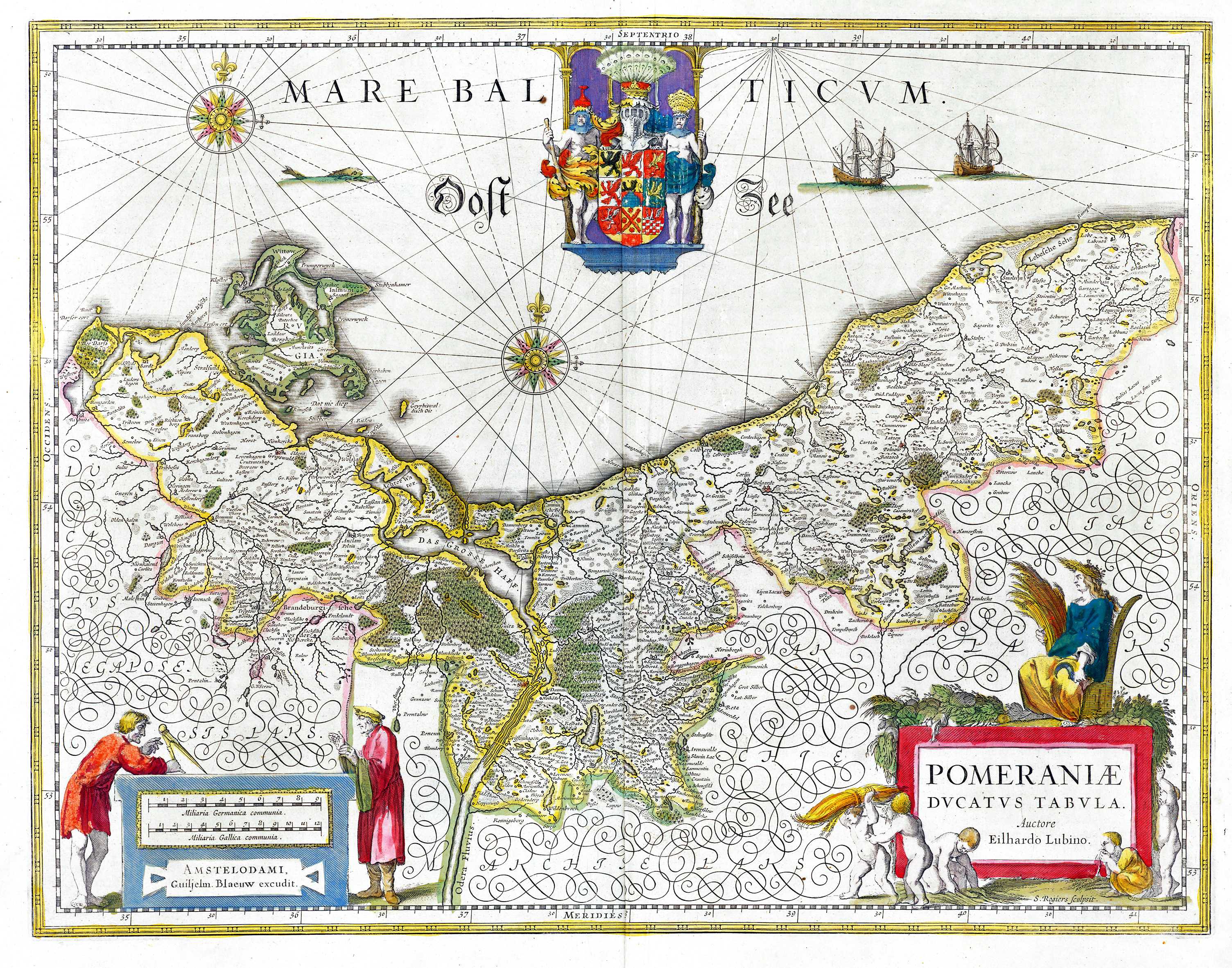
Księstwo pomorskie – mapa z 1635 r.

W związku z licznymi na przestrzeni wieków zmianami granic i stref wpływów niemożliwe jest dokładne określenie granic Pomorza Zachodniego, zwłaszcza jego południowej i wschodniej granicy na terenie Polski. Niektóre opracowania ograniczają zasięg Pomorza Zachodniego do granic księstwa pomorskiego (które zmieniały się w czasie, przez kilkaset lat istnienia państwa). Inne poszerzają ten obszar m.in. o terytorium Nowej Marchii, która zajęła obszary zamieszkiwane pierwotnie przez plemiona pomorskie i lubuskie. Jeszcze inne bazują na granicach Prowincji Pomorze czy rzadziej Pomorza Szwedzkiego. Za ziemię pogranicza pomiędzy Pomorzem Zachodnim a Pomorzem Gdańskim (Wschodnim) najczęściej uznaje się ziemię lęborsko-bytowską. Najbardziej praktyczna i najprostsza wersja granic nawiązująca także do obecnego podziału na województwa zalicza do Pomorza Zachodniego kombinację (sumę) następujących obszarów:
- obszar dawnego księstwa pomorskiego,
- obszar dawnej prowincji Pomorze.

Według historiografii niemieckiej Pomorze Zachodnie dzieliło się na:
- Pomorze Tylne – na wschód od Odry,
- Pomorze Przednie (Pomorze Zaodrzańskie, Przedpomorze) – na zachód od Odry,
- Wyspę Rugię.

## Gospodarka
Gospodarka Pomorza Zachodniego jest nierozerwalnie związana z morzem. W regionie dominują takie gałęzie przemysłu jak rybołówstwo i przemysł stoczniowy, a także przemysł spożywczy, przetwórczy i chemiczny. Jednym z większych źródeł dochodu regionu jest turystyka.

## Miasta
Do największych miast Pomorza Zachodniego (powyżej 15 tys. mieszkańców) należą:
| Lp. | Miasto      | Państwo | Populacja (2021) | Powierzchnia | Jednostka administracyjna      |
| --- | ----------- | ------- | ---------------- | ------------ | ------------------------------ |
| 1.  | Szczecin    | Polska  | 396 472          | 300,55 km²   | województwo zachodniopomorskie |
| 2.  | Koszalin    | Polska  | 105 801          | 98,34 km²    | województwo zachodniopomorskie |
| 3.  | Słupsk      | Polska  | 89 180           | 43,15 km²    | województwo pomorskie          |
| 4.  | Stargard    | Polska  | 67 430           | 48,08 km²    | województwo zachodniopomorskie |
| 5.  | Stralsund   | Niemcy  | 59 171           | 54,59 km²    | Meklemburgia-Pomorze Przednie  |
| 6.  | Greifswald  | Niemcy  | 59 332           | 50,81 km²    | Meklemburgia-Pomorze Przednie  |
| 7.  | Kołobrzeg   | Polska  | 45 930           | 25,67 km²    | województwo zachodniopomorskie |
| 8.  | Świnoujście | Polska  | 40 696           | 197,23 km²   | województwo zachodniopomorskie |
| 9.  | Szczecinek  | Polska  | 39 705           | 48,48 km²    | województwo zachodniopomorskie |
| 10. | Police      | Polska  | 32 034           | 37,31 km²    | województwo zachodniopomorskie |
| 11. | Białogard   | Polska  | 23 811           | 25,73 km²    | województwo zachodniopomorskie |
| 12. | Goleniów    | Polska  | 21 876           | 11,78 km²    | województwo zachodniopomorskie |
| 13. | Gryfino     | Polska  | 20 792           | 9,58 km²     | województwo zachodniopomorskie |
| 14. | Nowogard    | Polska  | 16 264           | 12,44 km²    | województwo zachodniopomorskie |
| 15. | Gryfice     | Polska  | 16 130           | 12,40 km²    | województwo zachodniopomorskie |

## Zamki Książąt Pomorskich
Charakterystycznymi zabytkowymi obiektami Pomorza Zachodniego są zamki książąt pomorskich, które można znaleźć zarówno w polskiej, jak i niemieckiej części regionu:

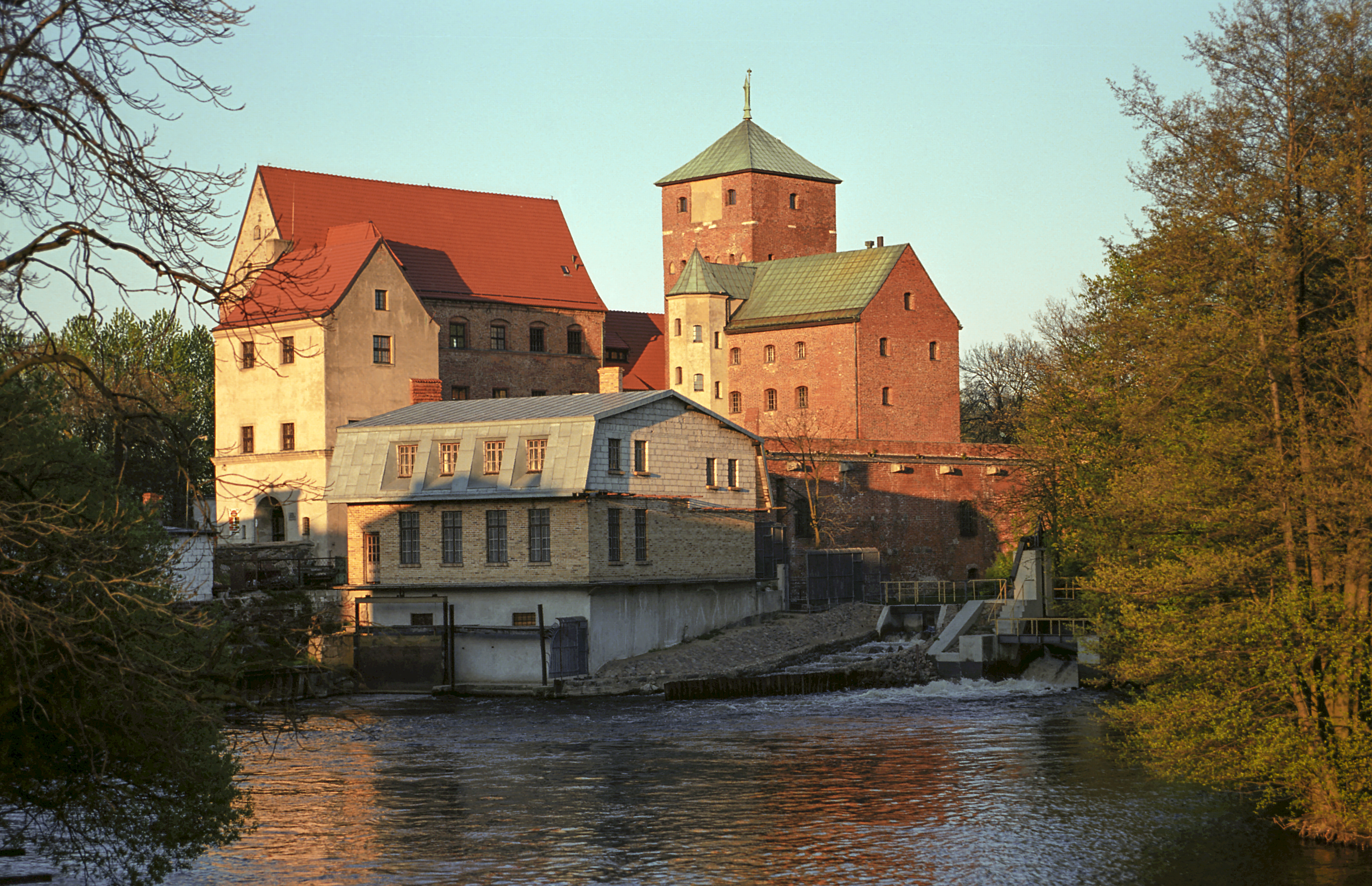
Darłowo
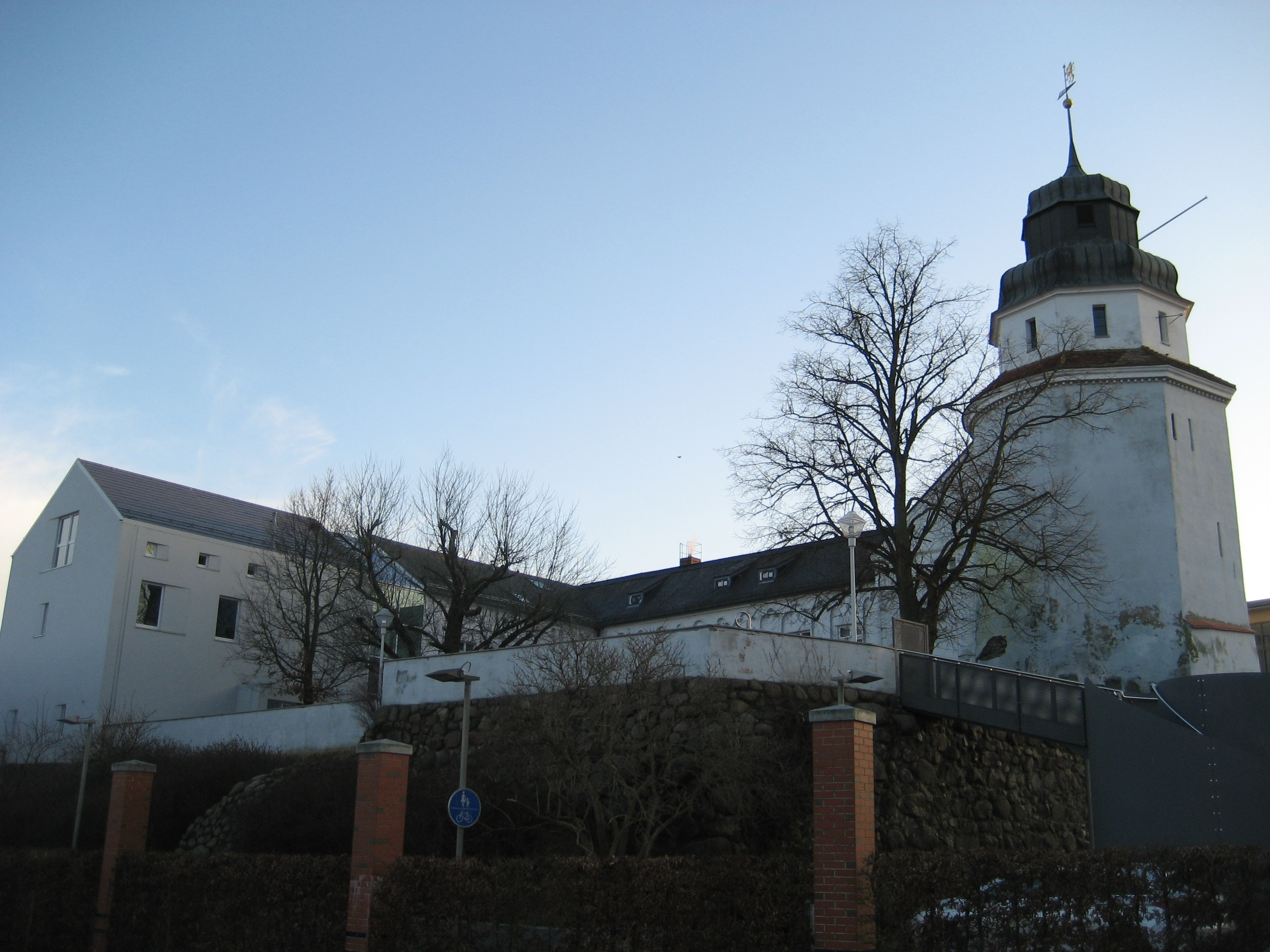
Wkryujście
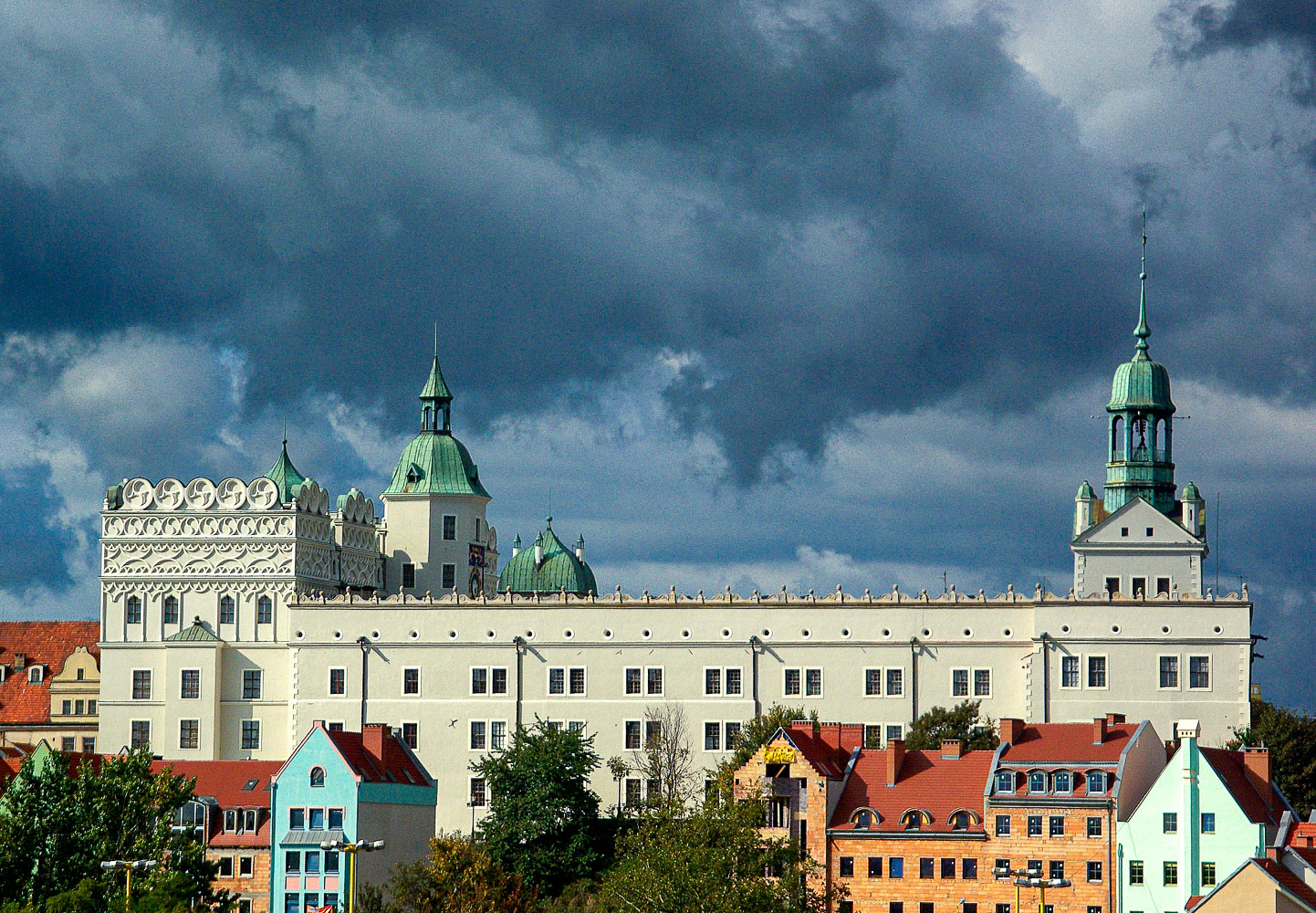
Szczecin
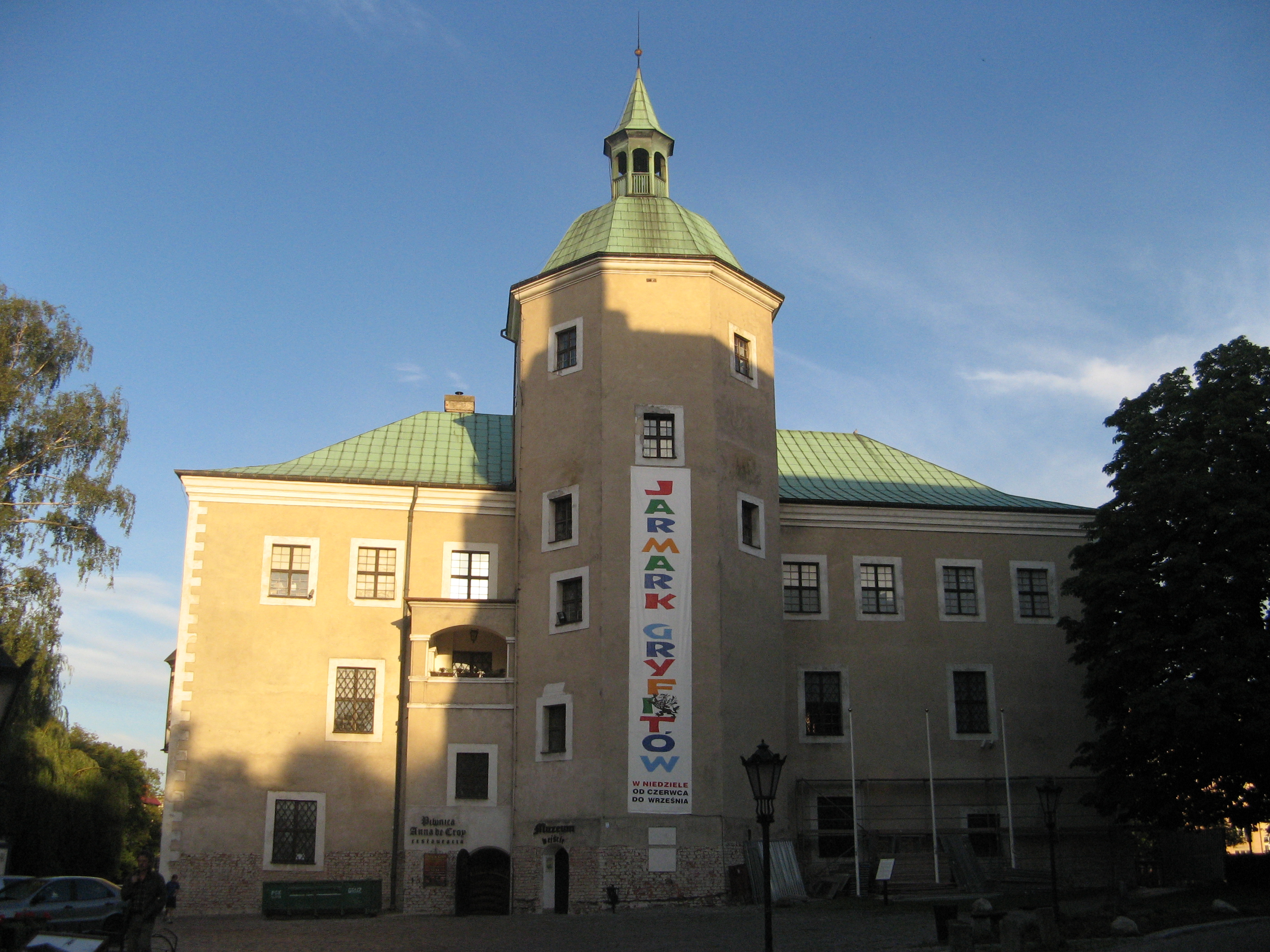
Słupsk
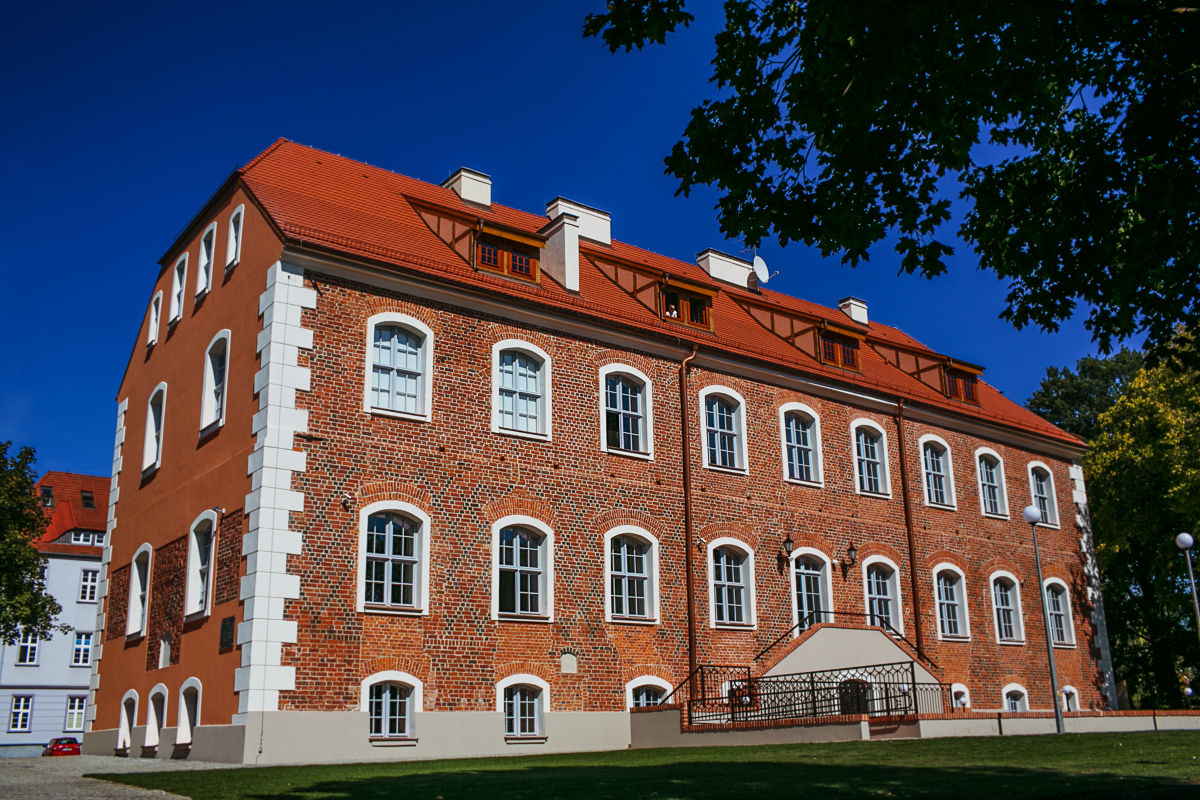
Szczecinek